# Gilbert Collard
Gilbert Collard (ur. 3 lutego 1948 w Marsylii) – francuski polityk i prawnik, adwokat, poseł do Zgromadzenia Narodowego XIII i XIV kadencji, deputowany do Parlamentu Europejskiego IX kadencji.

## Życiorys
Studiował prawo na Université d’Aix-Marseille III. W 1971 uzyskał uprawnienia zawodowe, podejmując praktykę adwokacką w Marsylii. W 1973 wygrał prestiżowy konkurs retoryczny. Zyskał rozpoznawalność i popularność dzięki udziałowi w licznych medialnych procesach. Bronił jednego z oskarżonych w sprawie dotyczącej ustawienia meczu piłkarskiego między Olympique Marsylia i Valenciennes FC. Występował także w procesie Klausa Barbiego. Jego klientami byli też były prezydent Wybrzeża Kości Słoniowej Laurent Gbagbo, kolarz szosowy Richard Virenque, generał Paul Aussaresses, politycy Charles Pasqua i Marine Le Pen.
Zaangażował się również w działalność polityczną, współpracując z szeregiem ugrupowań z różnych stron sceny politycznej. Działał we Francuskiej Sekcji Międzynarodówki Robotniczej i od początku lat 80. w Partii Socjalistycznej. Krytykował na początku lat 90. wypowiedzi publiczne Jeana-Marie Le Pena. Związany później z ugrupowaniami centrum i centroprawicy – Demokracją Liberalną, Partią Radykalną i RPF. Z ramienia centrystów kandydował w 2001 i 2008 w wyborach lokalnych w Vichy.
W 2011 podjął współpracę z Frontem Narodowym, stanął na czele Rassemblement bleu Marine, powiązanej z FN koalicji różnych środowisk politycznych. W wyborach w 2012 uzyskał mandat posła do Zgromadzenia Narodowego w jednym z okręgów departamentu Gard. W 2017 z powodzeniem ubiegał się o reelekcję. W międzyczasie wybrany też na radnego miejscowości Saint-Gilles. Wstąpił też formalnie do FN (który w 2018 przekształcono w Zjednoczenie Narodowe), dołączając później do władz krajowych partii.
W wyborach w 2019 uzyskał mandat eurodeputowanego IX kadencji. W styczniu 2022 opuścił RN, deklarując wsparcie dla Érica Zemmoura w wyborach prezydenckich w tym samym roku i powołanej przez tegoż partii Reconquête.